# Fredede fortidsminder i Kalundborg Kommune
Denne liste over fredede fortidsminder i Kalundborg Kommune viser alle fredede fortidsminder i Kalundborg Kommune. Listen bygger på data fra Kulturarvsstyrelsen.